# Docuverso
that branches and allows choices to the reader, best read at an interactive screen...
a series of text chunks connected by links which offer the reader different pathways»
(Ted Nelson)
Termine inerente alla storia degli ipertesti, composto da "documento" e "universo", coniato da Ted Nelson (Theodor Holm Nelson) creatore del Progetto Xanadu (1965).

## Significato
Con Docuverso si intende un insieme (potenzialmente infinito) di documenti legati strettamente tra loro tramite diverse politiche. Tali politiche riguardano il documento in sé, senza scendere nel dettaglio del suo contenuto.
Questo concetto di biblioteca digitale si basava sull'idea della globalizzazione dell'informazione, in modo che chiunque in tutto il mondo potesse aggiungere il proprio documento e aggiungere collegamenti ad altri testi già presenti.
Nel concreto questo termine non ebbe una grande diffusione, ma fu un concetto fondamentale per la nascita del World Wide Web.

## I principi del docuverso
Il docuverso si basa su vari principi: consultazione, annotazione e aggiornamento dei testi.
La navigazione in questo universo di documenti poteva avvenire in molteplici modi come ad esempio: 
- Ordine storico: scorrendo le versioni cronologiche del documento
- Testi con un contenuto simile, annotati da altri utenti del sistema
- Citazioni ad altri documenti o autori
- Allusioni ad altri testi